# Megaselia chorogi
Megaselia chorogi är en tvåvingeart som beskrevs av Nikolai Alexsandrovich Naumov 1979. Megaselia chorogi ingår i släktet Megaselia och familjen puckelflugor.
Artens utbredningsområde är Tadzjikistan. Inga underarter finns listade i Catalogue of Life.